# サイモン・ウィーゼンタール・センター
サイモン・ウィーゼンタール・センター（英語: Simon Wiesenthal Center, SWC）は、アメリカ合衆国カリフォルニア州のロサンゼルスに本部を置き、ホロコースト（ユダヤ人大量虐殺）の記録保存や反ユダヤ主義の監視を行い、国際的影響力を持つ非政府組織であり、寛容博物館の運営団体である（後述）。ヴィーゼンタール・センターとも。
同センターはロサンゼルスに本部を置き、エルサレム・ニューヨーク・トロント・マイアミ・シカゴ・パリ・ブエノスアイレスなどで事務所を運営。民間の寄付で運営される非政府組織で、2012年は2億6000万ドルの寄付を受けた。

## 歴史
1977年にアメリカのロサンゼルスにサイモン・ヴィーゼンタール・センターが開設された。創設者たちのヴィーゼンタールへの好意によってナチ・ハンターとして有名なヴィーゼンタールの名が冠された。1982年公開のホロコースト記録映画『ジェノサイド ナチスの虐殺 ホロコーストの真実』の制作に協力した。同映画はアカデミー長編ドキュメンタリー映画賞を受賞した。

## 寛容博物館
1987年、カリフォルニア州上院の決議によってサイモン・ヴィーゼンタール・センターの中に「寛容博物館」が建設された。同博物館ではアメリカにおける人種差別の歴史の展示、そしてホロコーストに関する展示が行われている。ワシントンD.Cにある「アメリカ合衆国ホロコースト記念博物館」とともに「アメリカの二大ホロコースト博物館」と称されている。
寛容博物館はホロコーストの展示場とアメリカの偏見・差別・暴力の歴史の展示場の2つの施設を中心としている。アメリカ人の差別の体験の中にホロコーストを位置付けることで理解しやすくなっている。またそれ以外の20世紀の大量虐殺についての展示もある。
ホロコーストに関する展示は大きく3つに分けられており、まず1932年から1933年のドイツにおける自由選挙下でのナチス党の権力獲得について、ついで1930年代終わり頃のドイツ政府と国民によるユダヤ人やその他劣等とされた人々に対する迫害の激化の様子、そして大戦中のドイツ政府と国民によるユダヤ人狩り・ゲットー・強制収容所・大量虐殺についてという順番になっている。

## 人物
- 所長 - エフライム・ズロフ（英語版）
- 副所長 - エーブラハム・クーパー

## 抗議活動
インターネットに投稿された差別をあおるヘイトスピーチ（憎悪表現）を監視する活動も、活動の一部として続けている。
監視対象はFacebookやTwitterを含む2万のウェブサイトで、運営会社に差別的な表現を投稿させないように対応策を働きかけている。
- 1995年1月、文藝春秋の雑誌『マルコポーロ』が「ホロコーストを否認する記事を掲載した」として抗議、文芸春秋社は同誌を廃刊とする[3][9]。
- 1999年5月、週刊ポストにユダヤ陰謀論の記事が掲載されたとして抗議し、トヨタ自動車ら日本の大手企業に対して週刊ポストへの広告費を支払わないよう要求[10]。
- 2013年12月26日、エーブラハム・クーパー副所長は、安倍晋三首相の靖国神社参拝に対し「倫理に反している」と非難する声明を発表した[11](リンク切れ)。副所長は「戦没者を含め、亡くなった人を悼む権利は万人のものだが、戦争犯罪や人道に対する罪を実行するよう命じたり、行ったりした人々を一緒にしてはならない」と指摘した。
- 2014年7月24日、エーブラハム・クーパー副所長は、日本記者クラブで記者会見し、従軍慰安婦問題について「戦争犯罪をした側も、被害者も、傍観者も、歴史の舞台から去ろうとしている。八十代、九十代がまだ少しでも残っている今がラストチャンス」と日本の対応を求めた[12]。
- 2016年10月、横浜市にて行われたイベントで欅坂46（現・櫻坂46）がライブで着用していた衣装がナチスの制服に酷似しているとして、プロデューサーの秋元康やレコード会社に謝罪を求める声明を出した[9][13]。
- 2018年11月、「防弾少年団（BTS）がナチスドイツ風衣装を着ていた」として謝罪を要求する[9][14]。
- 2021年7月21日、2020年東京オリンピックの開会式と閉会式のショーディレクターを務める予定だった小林賢太郎に対し、過去に結成していたお笑いコンビ「ラーメンズ」によるコントの中でホロコーストを揶揄するような発言があったことを指摘し、「反ユダヤ主義の発言」として非難する声明を発表[15][16]。翌22日、東京五輪組織委員会は小林をショーディレクターから解任したことを発表した[17]。

## 批判
大高未貴は、「ジャパンホロコースト解体新書 第３章 ＳＷＣクーパー副所長と抗日連合創設者ディン氏との対話」の章の中で、中国、韓国の慰安婦問題や徴用工問題の扇動を行なっているのは、サイモン・ヴィーゼンタール・センターだと主張している。
また、ナチスのホロコーストに対しても、絶滅命令や計画書などは実際には存在しておらず、ユダヤ人団体の主張とは異なる不審な部分が有ることを指摘している 。